# 구아검
구아검(Guar gum)은 식품 첨가물의 일종이다. 이 품목은 콩과 구아(Cyamopsis tetragonolobus TAUB.)의 종자 배유부분을 분쇄하여 얻어지는 것이나 또는 이를 온수나 열수로 추출하여 얻어지는 것으로서 주성분은 다당류이다.

## 성상
백~황백색으로 거의 냄새가 없는 분말

## 용도
증량제, 안정제, 유화제